# Ulf de Borresta

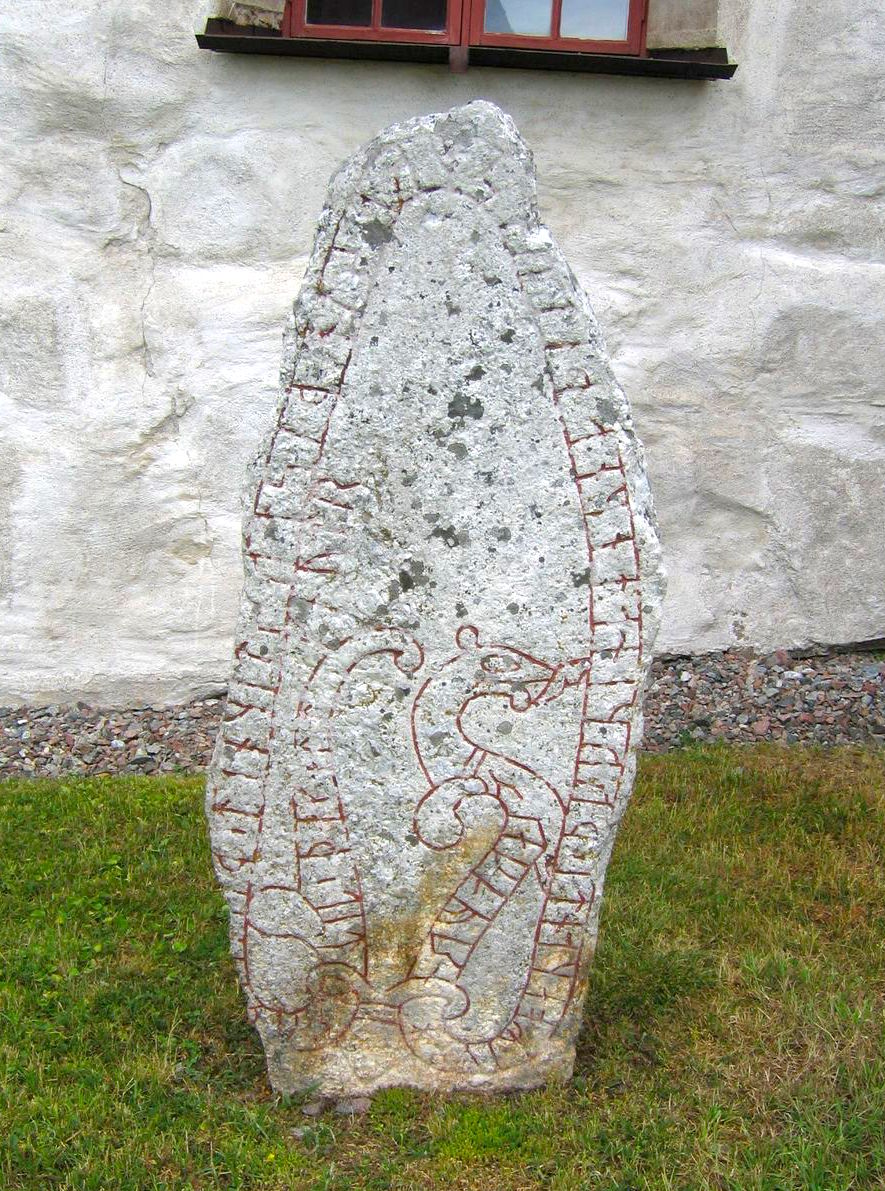
Piedra rúnica U 344.

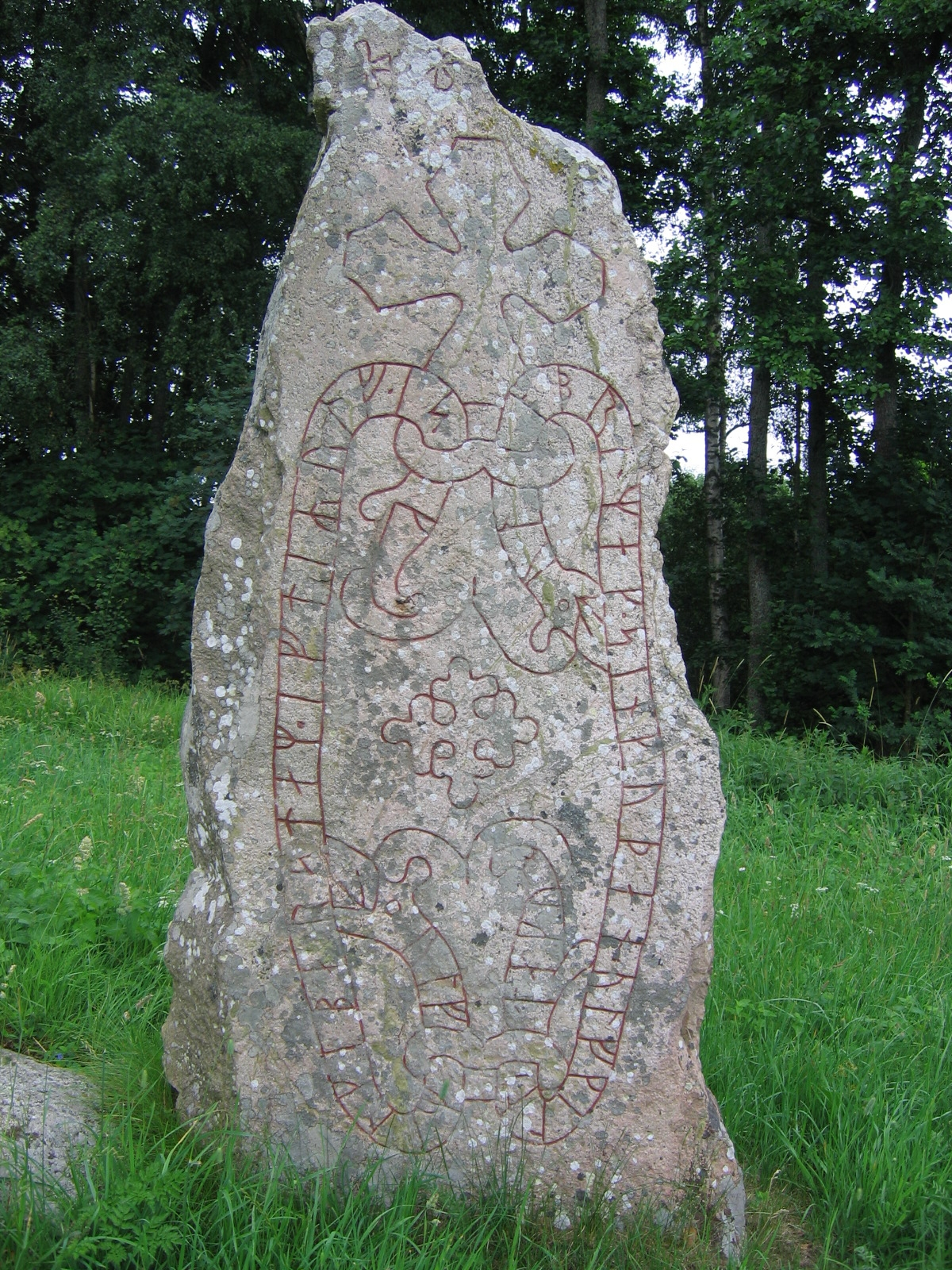
Piedra rúnica U 161.

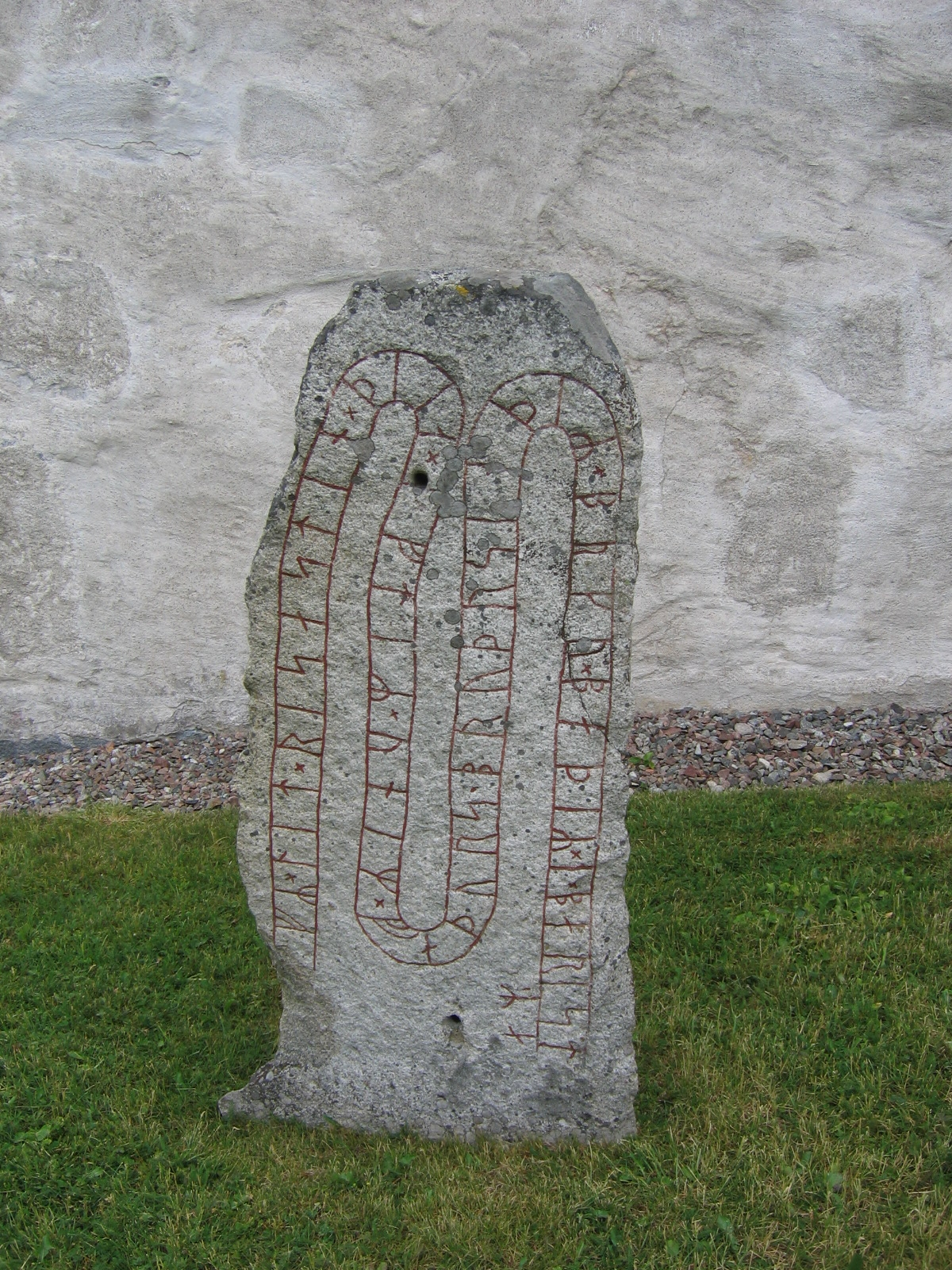
Piedra rúnica U 336.

Ulf de Borresta (en nórdico antiguo: Ulfr í Báristöðum, sueco moderno: Ulf i Borresta) no fue solo un erilaz (maestro grabador de piedras rúnicas) del siglo XI en Uppland, Suecia, también un próspero vikingo que regresó en tres ocasiones de las incursiones a Inglaterra con beneficios en el tributo denominado danegeld. Se le bautizó con el nombre de la población de origen para facilitar su identificación en la Rundata, una localidad llamada Borresta o Bårresta (nórdico antiguo: Báristaðir o BárastaðiR.)

## El Clan de Ulf
Ulf pertenecía a un clan nórdico que estaba emplazado en la actual parroquia de Orkesta, y era sobrino paternal y sucesor de un hombre llamado Ónæmr, nombre que significa lento aprendiz. Ónæmr se menciona en varias piedras rúnicas U 112, U 336 y posiblemente U 328 un ejemplo de estilo Ringerike.
El nombre del padre de Guðlaug en U 328 se interpreta como Ónæmr, y Guðlaug tuvo un hijo llamado Holmi que cayó en la tierra de los lombardos, Italia. hecho que se menciona en la piedra rúnica U 133.
Otro primo de Ulf llamado Ragnvald Ingvarsson fue el comandante de la guardia varega en Constantinopla e hizo erigir la piedra rúnica U 112 en memoria de sí mismo y su madre, la hija de Ónæmr.

## Piedras rúnicas levantadas por Ulf
Ulf grabó la piedra U 328 y también U 336 en memoria de su tío Ónæmr que todavía hoy permanece en la iglesia de Orkesta. También hizo U 160 y U 161 para sus allegados por matrimonio en Skålhammar (en Nórdico antiguo: Skulhamarr).

## Piedras rúnicas en memoria de Ulf
Existen siete piedras rúnicas que se levantaron en memoria de Ulf. La piedra U 344 y U 343 que se levantaron como conjunto monumental en Yttergärde. U 343 desapareció pero U 344 permanece actualmente frente a la iglesia de Orkesta.
La piedra U 344, de estilo Pr3, se encontró en 1868 en Yttergärde, por Richard Dybeck. Esta piedra es la más notable porque conmemora los tres danegelds (tributos) obtenidos en Inglaterra. El primero con la incursión de Skagul Toste, el segundo con Thorkell el Alto y el último con Canuto el Grande.
La piedra rúnica U 343 reporta la muerte de Ulf y se levantó en su memoria por sus hijos Karsi y Karlbjörn.